# Живой щит
«Живой щит» — понятие, применяемое в международном гуманитарном праве в отношении гражданских или иных покровительствуемых лиц, чьё присутствие или передвижение имеет целью защиту военных целей от нападения. Тактика применения живых щитов может заключаться как в использовании близости присутствия гражданского населения (когда противоборствующие стороны специально ведут боевые действия на гражданских объектах), так и в вовлечении гражданских лиц в операции наступательного или оборонительного характера. При этом, гражданское население может выступать в качестве живых щитов как по собственной воле, так и по принуждению.

## Использование на войне
Использование живого щита позволяет избежать нападения вражеских сил, если они руководствуются международными правилами ведения военных действий. Также гибель мирного населения может быть использована в качестве пропаганды в ходе информационной войны.

## Юридическое толкование
Использование тактики, влекущей потери среди мирного населения, осуждается международным правом (Четвертая Женевская конвенция):

- Женевские конвенции требуют от сторон, участвующих в конфликте, проводить различие между гражданским населением и непосредственными участниками военных действий (комбатантами) с целью обеспечения защиты гражданского населения и гражданских объектов. Запрещены нападения как на гражданское население в целом, так и на отдельных мирных граждан.
- Запрещено также применять оружие или методы ведения боевых действий, способные вызвать ненужные потери или излишние страдания